# Ixora bahiensis
Ixora bahiensis är en måreväxtart som beskrevs av George Bentham. Ixora bahiensis ingår i släktet Ixora och familjen måreväxter. Inga underarter finns listade i Catalogue of Life.